# Ancyronyx punkti
Ancyronyx punkti là một loài bọ cánh cứng thuộc họ Elmidae. Loài này được Freitag & Jäch miêu tả khoa học năm 2007.